# هانس کریستین اورستد
هانس کریستین اورستد (به دانمارکی: Hans Christian Ørsted) شیمیدان و فیزیکدان سرشناس دانمارکی قرن هجدهم و نوزدهم بود که بیشتر به‌دلیل این کشف که جریان الکتریکی میدان مغناطیسی ایجاد می‌کند و یکی از مباحث مهم الکترومغناطیس است، مشهور شد.

## زندگی
اورستد علاقه خود به علوم را هنگامی که پسری جوان بود در داروخانه پدر خود، سورن کریستن اورستد، نشان داد. او و برادرش، آندرس سند اورستد، بیشتر تحصیلات اولیه خود را به‌صورت خودآموز در منزل فراگرفتند. آنها در سال ۱۷۹۳ منزل را به‌قصدِ کپنهاگ ترک کردند تا در امتحان ورودی دانشگاه کپنهاگ شرکت کنند. برادرها در امتحان قبول و در دانشگاه برجسته شدند.

## رابطه ی بین الکترومغناطیسم و الکتریسیته
ارتباط بین الکتریسیته و مغناطیس قبلاً توسط فیلسوف ایتالیایی رومانیوسی در سال 1802 توضیح داده شده بود، اما کار اورستد عمیق‌تر بود و در محافل علمی محبوبیت یافت. کشف الکترومغناطیس پایه و اساس استفاده تکنولوژیکی از برق را در جامعه و تولید گذاشت.

## آلومینیوم
اورستد در ۱۸۲۵ برای اولین بار آلومینیوم را تولید کرد. پیش از او ترکیب آلومینیوم و آهن توسط دانشمندی دیگر تولید شده بود، اما این اورستد بود که برای اولین بار توانست آلومینیوم خالص را از آلومینیم کلرید استخراج کند.

## مرگ

هانس کریستین اورستد، Der Geist in der Natur, 1854

اورستد در سال ۱۸۵۱ در سن ۷۳ سالگی درگذشت. وی در گورستان اسیستنز به خاک سپرده شد.
اسکناسهای صد کرونی دانمارک از ۱۹۵۰ تا ۱۹۷۰ به یادبود او با عکسش منتشر شدند.
گوگل نیز در سال ۲۰۰۹، لوگوی خود را به افتخار او به‌صورت یک مدار الکتریکی، شامل یک سیم‌پیچ درآورد که نشان‌دهنده ساده‌ترین نوع القای الکترومغناطیسی است.